# أساطير بلاد ما بين النهرين

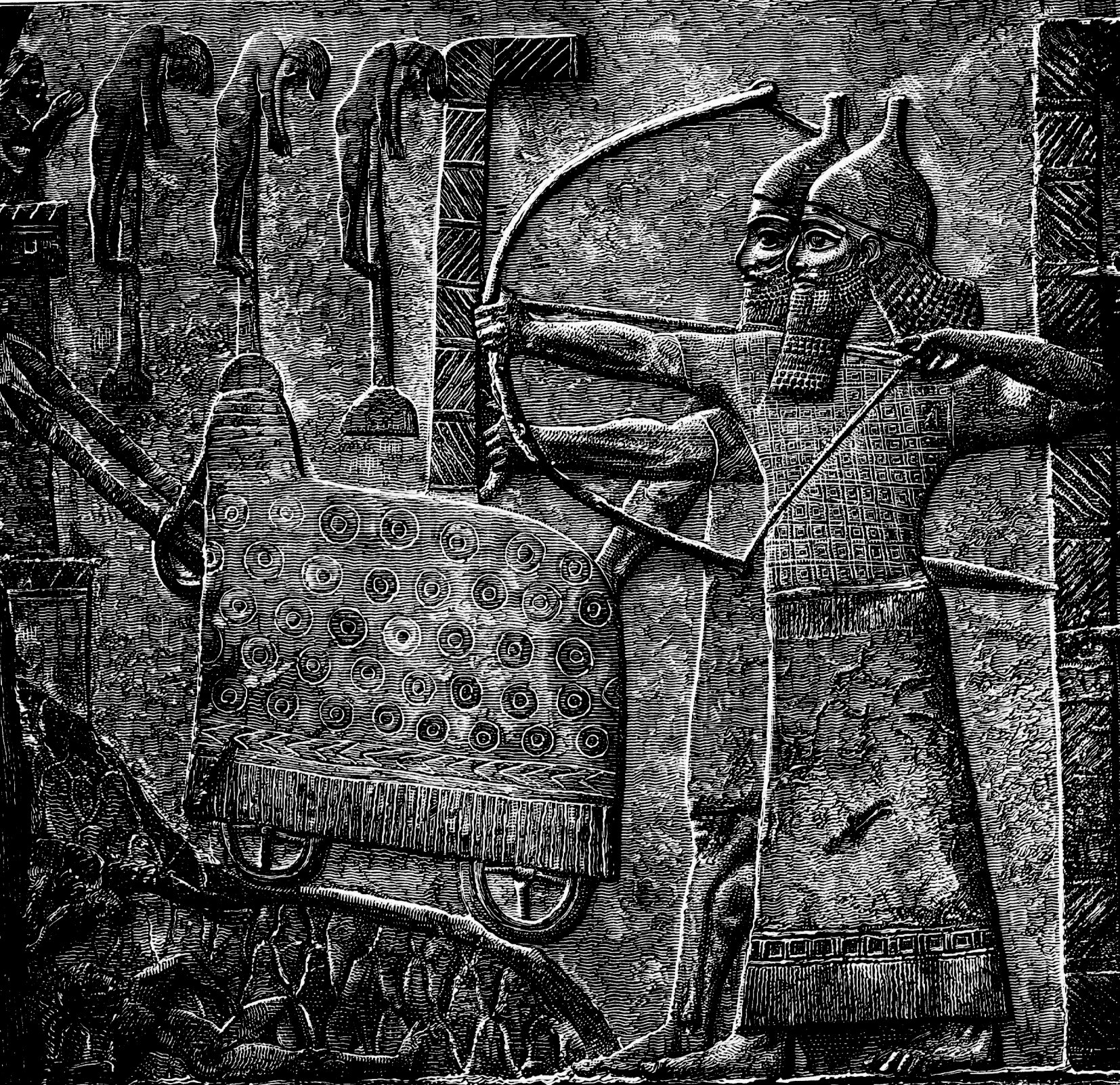
تيغلاث بلصر الثاني.

تشير أساطير بلاد ما بين النهرين أو ميزوبوتاميا (بالإنجليزية: Mesopotamian mythology) إلى الأساطير والنصوص الدينية والأدب الآخر الذي يأتي من منطقة بلاد ما بين النهرين القديمة في غرب آسيا الحديثة. وعلى وجه الخصوص مجتمعات سومر، وأكاد، وآشور، وكلها كانت موجودة بعد وقت قصير من 3000 ق.م.
بلاد ما بين النهرين هو الاسم الذي يطلق على حضارات العراق القديم والدول التي قامت على أجزائه، والأراضي الواقعة في منطقة الهلال الخصيب بين نهري دجلة والفرات، ومن أهم هذه الدول السومرية والأكدية والأشورية والبابلية.
وكان للعراقيين القدماء نظامهم الديني، ومعتقداتهم الخاصة التي تميز كل مدينة عن الأخرى (حيث كانت لكل مدينة دينها الخاص وآلهتها الخاصة).

## فكرة تعددية الآلهة
ذكرت المدونات المسمارية القديمة أن ديانة بلاد ما بين النهرين كانت تؤمن بشكل مطلق بنظرية تعدد الآلهة. وكان العراقيون القدماء دائما ما يصورون الآلهة على شكل إنسان أكبر حجماً وأكثر قوة وذكاء وقدرة وتتميز عن البشر بنعمة الخلود.
في الألف الرابع ق.م. التقى في المناطق الجنوبية لبلاد ما بين النهرين شعبان ساميان مختلفان، (الأكديون) الذين أستوطنوا في السهول الخصبة و (السومريين)، والذين استطاعوا بناء أرقى وأقوى واغنى وأزهى حضارات الشرق الأدنى القديم. وكانت فكرة التعددية هي السائدة حيث أن الآلهة كانت كبيرة العدد جداً ولكل إله صفاته ووظيفته الخاصة، وكانت أغلبية هؤلاء الآلهة ذات أسماء سومرية، اما العدد القليل جداً منها كانت لها أسماء سامية أكدية.
يستدل من هذا العدد الكبير من الآلهة ذات الأسماء السومرية على ان مجموعة الآلهة الأكثر قدما في هذه البلاد قد اتخذها على الأكثر السومريون، وقد أخذ الأكديون فكرة الآلهة بأنها ليس فقط على غرار الصورة البشرية بل أيضاً فيها صفات بشرية بحتة من مميزات وعيوب. وكانت الاكديون ينظرون إلى الآلهة بالمزيد من الورع والاحترام، وبشعور حقيقي بسموهم وتجردهم.

## فكرة الإله الواحد
وبعد القضاء على الدولة السومرية واندماج السومريين في المجتمع الاكدي في الالف الثالث ق.م.، تغيرت الأفكار الدينية بعد أن سيطر الأكديون وحدوث عدة تغيرات سياسية واجتماعية وثقافية.
فقد زالت دويلات المدن الصغيرة وظهرت الدولة القومية الموحدة الأوسع والأقوى التي يحكمها ملوك متعالين متكبرين مهيبين محجوبين عن انظار الجماهير. وعلى غرار هؤلاء الملوك، أخذت الآلهة هي الأخرى تعتبر شخصيات متسامية لا يمكن بلوغها، بل ان الناس أصبحوا يعتبرون انفسهم وضعاء وفقراء أمام هؤلاء وأصبحت خدمتهم هي شغلهم الشاغل.
وكان الاله إنليل يعتبر كبير الالهة ولفترة طويل من الزمن حيث حكم باسمه الملوك وبناءأ على رعايته وطدت سلطة الحكام وشرعت القوانين فتم ذكره في مقدمة قانون أورنمو ومسلة حمورابي. ولكن في اواسط الألف الثاني قبل الميلاد، إزدادت شعبية الاله (مردوخ) الذي وكلت له مهمة حراسة العاصمة بابل لدرجة ان رجال دين المدينة رفعوه إلى مستوى سيد الآلهة والعالم والبشر وجعلوه كذلك خليفة للاله السومري (انليل). وقام هؤلاء الكهنة بنشر ديواناً شعرياً مطولاً ذا طابع أسطوري وتقريظي أسموه بـ (ملحمة الخلق) التي ظهرت فيها نزعات نحو الأحادية في العبادية المختلفة عن عقيدة التوحيد المطلق. أظهرت فيها فكرة الإله القوي المسيطر الذي استطاع بفضل قوته وحكمته من القضاء الآلهة التقليدية القديمة بعد صراعات طويلة وعنيفة أنتهت بالقضاء على الآلهة التقليدية القديمة وظهور جيل جديد من الآلهة الشباب وعلى رأسهم (مردوخ).
مع إن هذه الملحمة لم تنكر الوهية سائر الآلهة، لكنها مهدت بشكل أو بآخر لعقيدة الاله الواحد. فقد برزت في الألف الأول قبل الميلاد أحادية مماثلة مرتبطة بآلهة أخرى مثل (نابو) ابن مردوخ، و(شمش) إله الشمس الساطعة. ولكن هذه النزعات لم تستطع القضاء على المعتقدات الدينية الأساسية والتقليدية القائمة على فكرة تعدد الألوهية المتمثلة بشخصيات مصورة على هيئة بشر.

## فكرة الخلود والموت في بلاد ما بين النهرين

### الخلود
كان الإنسان في بلاد ما بين النهرين، يرى في الالهة بأنها مصدر كلِّ فعل كوني، وتوجَّه إليها متسائلاً عن سرِّ الخلود والحياة الأبدية. وكانت ملحمة گلگامش البابلية عام 2650 ق.م. تُعتبَر أقدم نماذج الأدب الملحمي في تاريخ الحضارات، بحثت عن سرِّ الخلود الذي استأثرت به الآلهةُ منذ اللحظات الأولى للخليقة وحرمتِ الإنسانَ منه. وكان گلگامش أول من بحث عن هذا السر بعد موت صديقه (أنكيدو) لكنه فشل في الوصول إلى حقيقة الموت والحياة وتحقيق الخلود لبني البشر في عالمهم السفلي، إلا أنه لم يفقد الأمل في الخلود ولم يقطع صلته بالآلهة، واستطاع أن يُرضي بعض منها ويقنعها بالهبوط إلى العالم السفلي (كهبوط عشتار وزواجها من تموز).

### الموت
اتخذت جدليةُ الموت والانبعاث عند البابليين والآشوريين في بلاد ما بين النهرين أشكالاً إنسانية وحياتية واقعية. وقد عبَّرت معظم الأساطير والملاحم القديمة في سومر وبابل وآشور عن هذه الجدلية من خلال موت الآلهة وانبعاثها (مثل سبات الطبيعة في فصل الشتاء وانبعاثها في فصل الربيع من جديد؛ وكذلك من خلال الصراع بين الخير والشر، وعلاقات الحب والتزاوج بين الآلهة، كما في أسطورة تموز وعشتار).
وكان الموت يصيب الآلهة والبشر على حد سواء.

## فكرة التجسد
لقد كان العراقيون القدماء يرون أن الإنسان يتكون من جسد وروح وهو يشارك الآلهة، بقدر ما كانت الآلهة مشارِكة له في إنسانيته، في صيغة «الإله–إنسان» أو «الإنسان–إله»، وذلك من خلال «تأليه» عظماء الملوك وهبوط الآلهة إلى العالم السفلي. وتحدثنا أسطورة (إينوما إيليش)عن احتفالات نيسان وكيف كانت تتسنم ذروتها مع تتويج مردوخ ملكًا–إلهًا على الكون – هذا الإله الذي عبده الآشوريون في شخص الإله أشور، إلههم القومي.

## مصدر الأساطير
تم توفير الفهم الحديث لأساطير بلاد ما بين النهرين من خلال الحفريات الأثرية في غرب آسيا واستعادة العديد من الألواح الحجرية والطينية، والتي تضم بعضها سجلات للعديد من الأساطير. كانت هناك إصدارات مختلفة من كل أسطورة موجودة في مواقع مختلفة في جميع أنحاء المنطقة، مع عدم تناسق بين كل منها ولكن مع الحفاظ على المواضيع العامة والروايات المشتركة. كُتبت هذه الإصدارات بلغات مختلفة، بما في ذلك الأكادية والسومرية والبابلية القديمة، وكانت تُترجم غالبًا من واحدة إلى أخرى، مما أدى إلى مزيد من التناقضات بسبب الطبيعة الناقصة لهذه الترجمات.